# Савченко, Мария Харитоновна
Мария Харитоновна Савченко (1913—2005) — новатор колхозного производства, работница колхоза «Червона зоря» Лебединского района Сумской области. Дважды Герой Социалистического Труда (1948, 1958). Заслуженный работник сельского хозяйства УССР (1973).

## Биография
Родилась 14 (27) апреля 1913 года в селе Токари ныне Лебединского района Сумской области в сельской семье.
Окончила курсы ликбеза.
С 1929 года работала в колхозе «Червона зоря» (позже — колхоз им. В. И. Ленина Лебединского района) сначала на полевых работах, в 1936—1941 — телятницей, в 1944—1961 — дояркой. С 1962 года заведующая фермой.
В 1966 году окончила Маловисторопский сельскохозяйственный техникум.
Во время Великой Отечественной войны принимала участие в эвакуации племенного стада коров Лебединской породы в Вольский район Саратовской области.
Надоила молока от каждой коровы своей группы (кг): 1945 — 4567, 1946 — 5301, 1947 — 5810, 1948 — 6138, 1951 — 6842, 1957 — 8239, 1959 — 8905.
Умерла 12 мая 2005 года.
Член КПСС с 1945 года. Делегат 20—22-го съездов КПСС. Делегат 16, 18—23-го съездов КП Украины. Член ЦК КП Украины (с 1954 года). Депутат Верховного Совета Украинской ССР 2—8-го созывов.

## Награды
- Дважды Герой Социалистического Труда:
  - 02.09.1948 и 26.02.1958 — за успехи в животноводстве.
- Награждена 3 орденами Ленина, орденами Трудового Красного Знамени и Октябрьской Революции, медалями.

## Память
На родине М. Х. Савченко, возле санатория «Токари», установлен бронзовый бюст. Рядом с фермой, где она работала, был открыт музей Савченко. После развала Союза ни от фермы, ни от музея ничего не осталось.